# Elise Caroline Destrée
Elise Caroline Destrée (roepnaam: Elisa), echtgenote Bommer (Laken, 20 januari 1832 – Brussel, 17 januari 1910), was een Belgische botanica en mycologe. Zij was de echtgenote van Jean Edouard Bommer (1829-1895), die directeur was van de Nationale Plantentuin.

## Levensloop
Als kind speelde zij vaak in de tuin van het Koninklijk Paleis van Laken; haar vader werkte in de tuin. Ze ontdekte haar liefde voor plant en natuur. Van een gouvernante van het paleis leerde ze de Engelse taal, iets wat haar later bijzonder te pas zou komen. Na haar middelbaar onderwijs in een pensionaat in Vilvoorde wenste zij muziekconservatorium te volgen. Ondanks haar liefde voor muziek die ze heel haar leven zou behouden, kon of mocht zij dit niet. Samen met haar zus hield zij een handelszaak open in Vilvoorde. Dit bracht talrijke overuren met zich mee en zij droomde van verdere studies. 
Zij studeerde  plantkunde in Brussel. Een bevriende huisarts bracht haar in contact met Jean Edouard Bommer, directeur van de Société Royale d'Horticulture de Belgique in Meise. In 1863 huwde zij te Brussel met Bommer. Het koppel kreeg twee zonen. Zij legde zich toe op de mycologie. Samen met haar vriendin Mariette Rousseau-Hannon publiceerde zij haar wetenschappelijke bevindingen over de systematiek van schimmels in het tijdschrift van Société Royale de Botanique van België. 

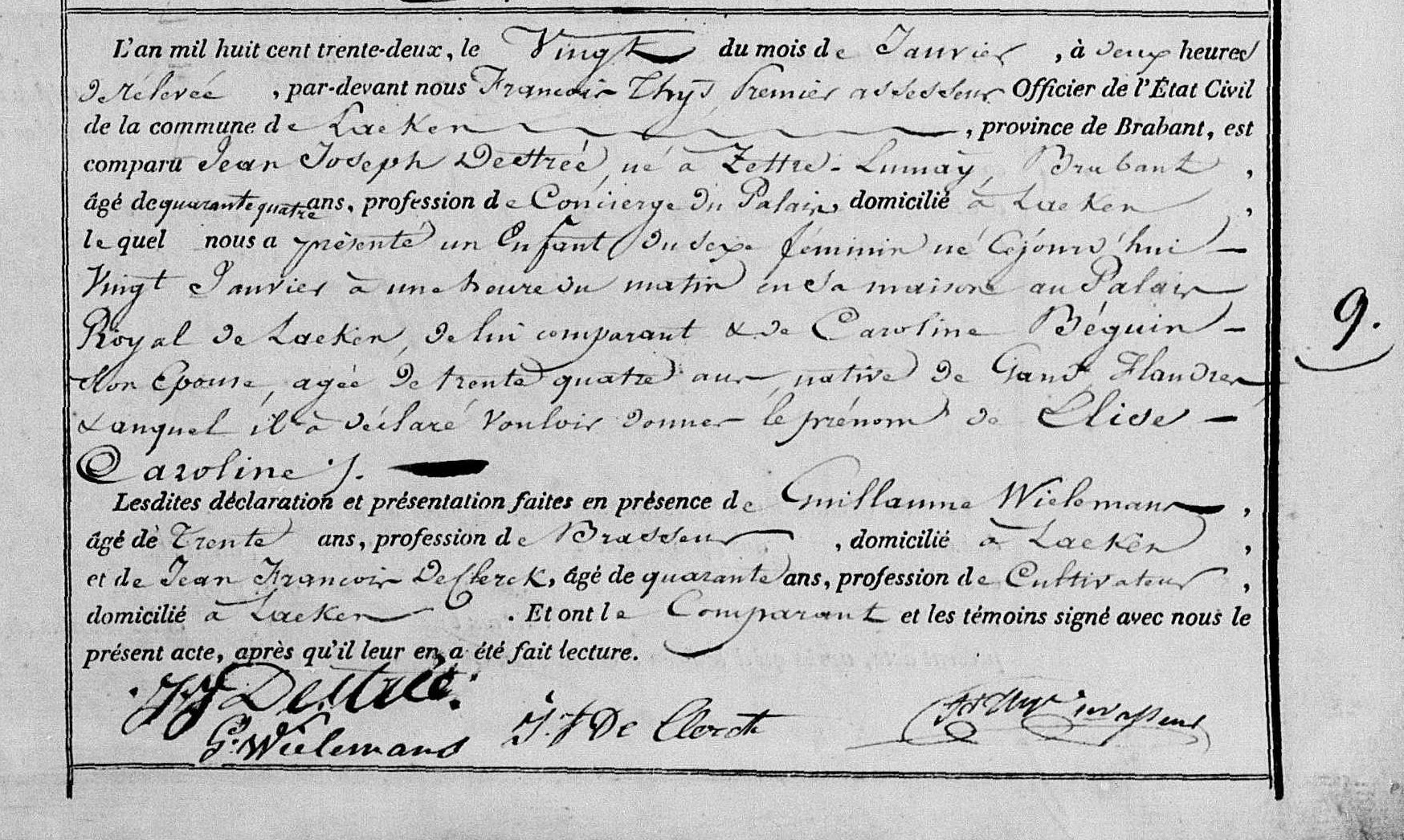

Dertig jaar lang zou zij werken aan een reusachtige collectie van schimmels, samen met haar vriendin, en dit volgens een logische systematiek. Vanaf 1870 was echtgenoot Bommer docent aan de Tuinbouwschool in Vilvoorde en vanaf 1872 hoogleraar botanica aan de ULB in Brussel-centrum. Zij hielp haar man bij Engelstalig onderzoekswerk. Vanaf 1895 was zij weduwe. In de laatste jaren van haar leven bleef ze vaak thuis; ze speelde er piano en las gedichten. Zij stierf aan de leeftijd van 77 jaar (1910).
Bij testament schonk ze haar collectie aan de Nationale Plantentuin. Haar vriendin Mariette Rousseau-Hannon publiceerde een necrologie over haar in 1910.

## Publicaties bij de Société Royale de Botanique de Belgique
- Catalogue des champignons observés aux environs de Bruxelles (1879)
- Florule mycologique des environs de Bruxelles (1884)
- 3 publicaties telkens over Contributions à la Flore cryptogamique (1886-1890)
- Primitiae Florae Costaricensis over fungi in Costa Rica (1896)
- meerdere publicaties over een vergelijking van fungi in België (Fungi Belgici) en deze aan de Zuidpool (1896-1905), naar aanleiding van de Zuidpoolexpeditie van de Belg Adrien de Gerlache de Gomery.[9]

- Author citation (botany): E.Bommer
- Gemeinsame Normdatei: 1226351948
- International Standard Name Identifier: 0000 0003 9247 5961
- Library of Congress Control Number: no2023032981
- Nederlandse Thesaurus van Auteursnamen: 243068158
- Système universitaire de documentation: 154885592
- Virtual International Authority File: 286540467
- WorldCat: E39PBJtRH4JCMcPkhfPCHGXWXd